# 977
977 (CMLXXVII) var ett normalår som började en måndag i den julianska kalendern.

## Händelser

### Okänt datum
- När Amlaib dör tar de skotska tronstrider, som har pågått sedan 973, slut och den sittande kungen Kenneth II blir åter obestridd kung av Skottland till sin död 995.

## Födda
- Adelheid I av Quedlinburg, regerande furstlig abbedissa av Quedlinburg och Gandersheim.
- Fujiwara no Teishi, japansk kejsarinna

## Avlidna
- Amlaib, oppositionskung av Skottland sedan 973
- Sideman, biskop av Devonshire
- Dubrawka av Böhmen